# AppleTalk
AppleTalk，由蘋果公司開發的一套專有軟體通訊協議堆疊。在麥金塔電腦上，不需要特別設定，或是通過某些伺服器，就可以直接透過AppleTalk連結到區域網路中。它最早出現在1985年，之後成為蘋果公司在1980年代與1990年代使用的基本網路協議。
1990年代，TCP/IP興起，主導了網際網路，使得這個協定支援的許多功能需要重新實作，以適應TCP/IP建立的環境。因此在2009年釋出Mac OS X v10.6之後，蘋果公司已經不再支援AppleTalk。AppleTalk提出的許多觀念，都被導入Bonjour這個軟體中。